# Midland Gap
Le Midland Gap est un seuil du Royaume-Uni situé dans l'ouest de l'Angleterre, entre les Pennines au nord-est et les monts Cambriens au sud-ouest. Il tire son nom des Midlands.
Il constitue un axe de transport privilégié entre d'une part le Cheshire et ses régions avoisinantes (Liverpool, Grand Manchester, etc.) au nord et d'autre part le centre de l'Angleterre au sud et plus loin Londres au sud-est. Il est notamment traversé par de nombreuses routes et voies ferrées et canaux.